# Централна канцеларија за емиграцију Јевреја
Централна канцеларија за емиграцију Јевреја била је нацистичка установа, чије су се испоставе налазиле у Бечу, Прагу и Амстердаму. Њена првобитна сврха била је да прогна Јевреје са немачких територија.
Испостава у Бечу је основана јесени 1938, а основао ју је Адолф Ајхман. Основана је да би се спречила могућност нагодби Јевреја са цариницима када би покушали да напусте Аустрију. Ајхман је желео да убрза селидбе, а уз то да Јеврејима одузме сву имовину како не би могли део искористити за нагодбе а део понети са собом, како је и сам рекао:

Одмах сам рекао: ово је као аутоматизована фабрика, рецимо, млин повезан са пекаром. Ставите Јевреја који има капитал и, рецимо, радњу или рачун у банци. Он прође кроз целу зграду, од шалтера до шалтера, од канцеларије до канцеларије. Када изађе на други крај, више нема новца нити икаквих права. Има само пасош у којем пише: „Морате напустити државу у року од две седмице. Ако то не учините, бићете послати у концентрациони логор.“

Свако удружење које се бавило емиграцијом било је дужно да има представнике у канцеларији. Канцеларија је одговарала „Канцеларији сигурносних служби“ у Берлину. Селидбе је плаћала новцем који је одузела од богатих Јевреја.
По узору на испоставу у Бечу, Ајхман је отворио још једну у Прагу. Касније, 24. јануара 1939, канцеларија је озваничена, под вођством Рајнхарда Хајдриха. Циљ јој је био прогон свих Јевреја било на који начин, а испостава је отворена и у Амстердаму. Све више Јевреја слала је у радне логоре. Позив у један од логора добила је и Марго Франк, сестра Ане Франк.